# Kasteel van Termes
Het Kasteel van Termes is gelegen in de gemeente Termes in het Franse departement Aude. Vandaag is het een ruïne. Het was een bekende burcht van de katharen in de Corbières. De burcht hield maanden stand tegen de kruisvaarders van Simon de Montfort.

## Historiek

### Oorsprong

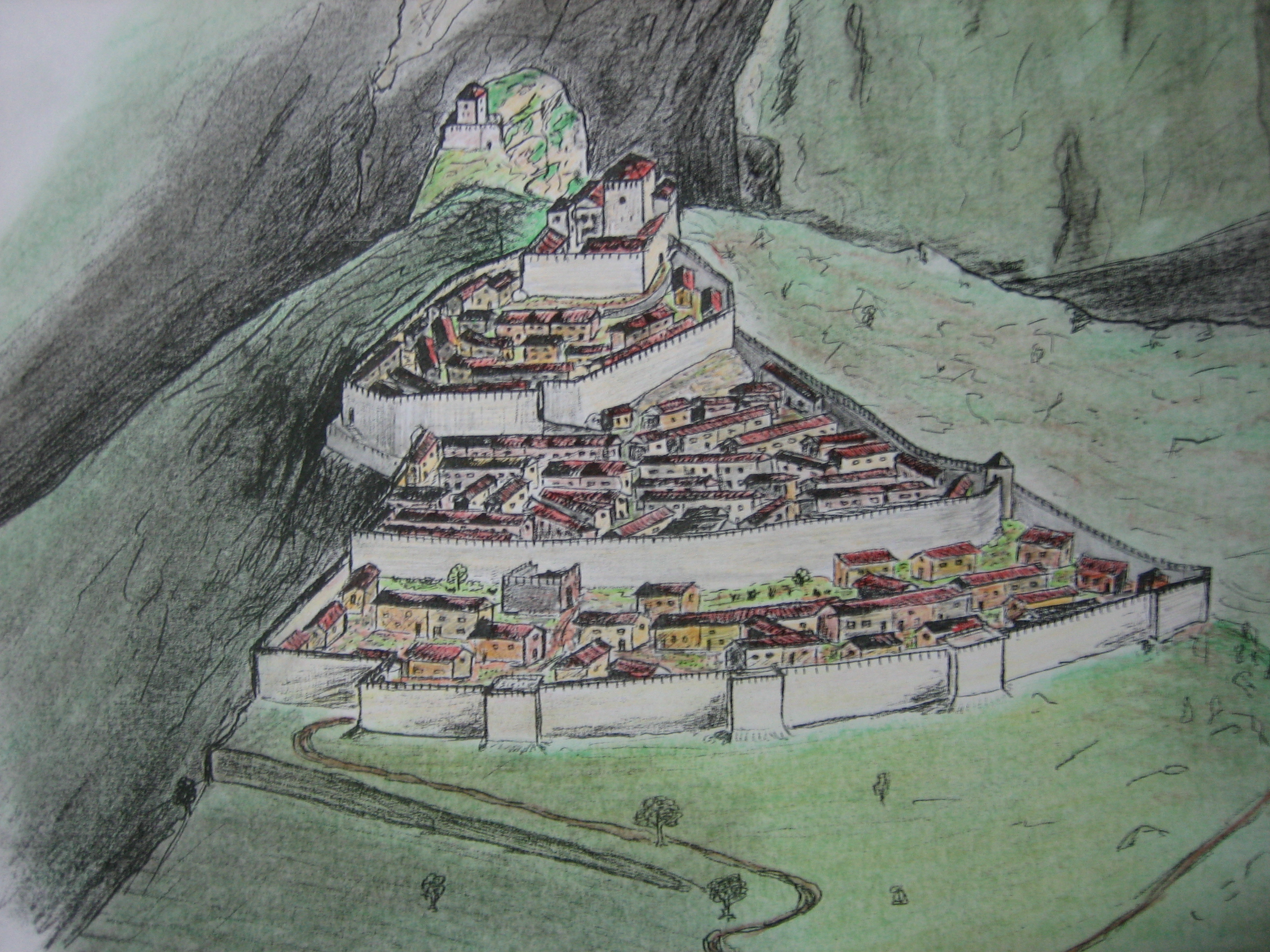
Het kasteel van Termes op zijn hoogtepunt (1210); achteraan uitkijktoren Terminet

Rond 980 ontstond de eerste versterking op de bergkam van Termes. Termes behoorde toen formeel tot het graafschap Toulouse doch het centrale gezag van de graaf was zwak. Het waren de graven van Carcassonne die de lokale heer van Termes, hun leenman, toestonden een versterkte toren te bouwen. Vanaf het jaar 1100 bouwden de heren van Termes hun burcht grondig uit. De vestingmuren besloegen honderden meters op de rotsen. De dorpsbewoners leefden goed beveiligd in het kasteel. Op een heuvelkam verder stond er een uitkijktoren, genoemd Terminet. De heren van Termes waren in voortdurend conflict met de abdij van Fontfroide over het bezit van de antimoonmijn van Palairac, de grootste mijn van de Corbières.

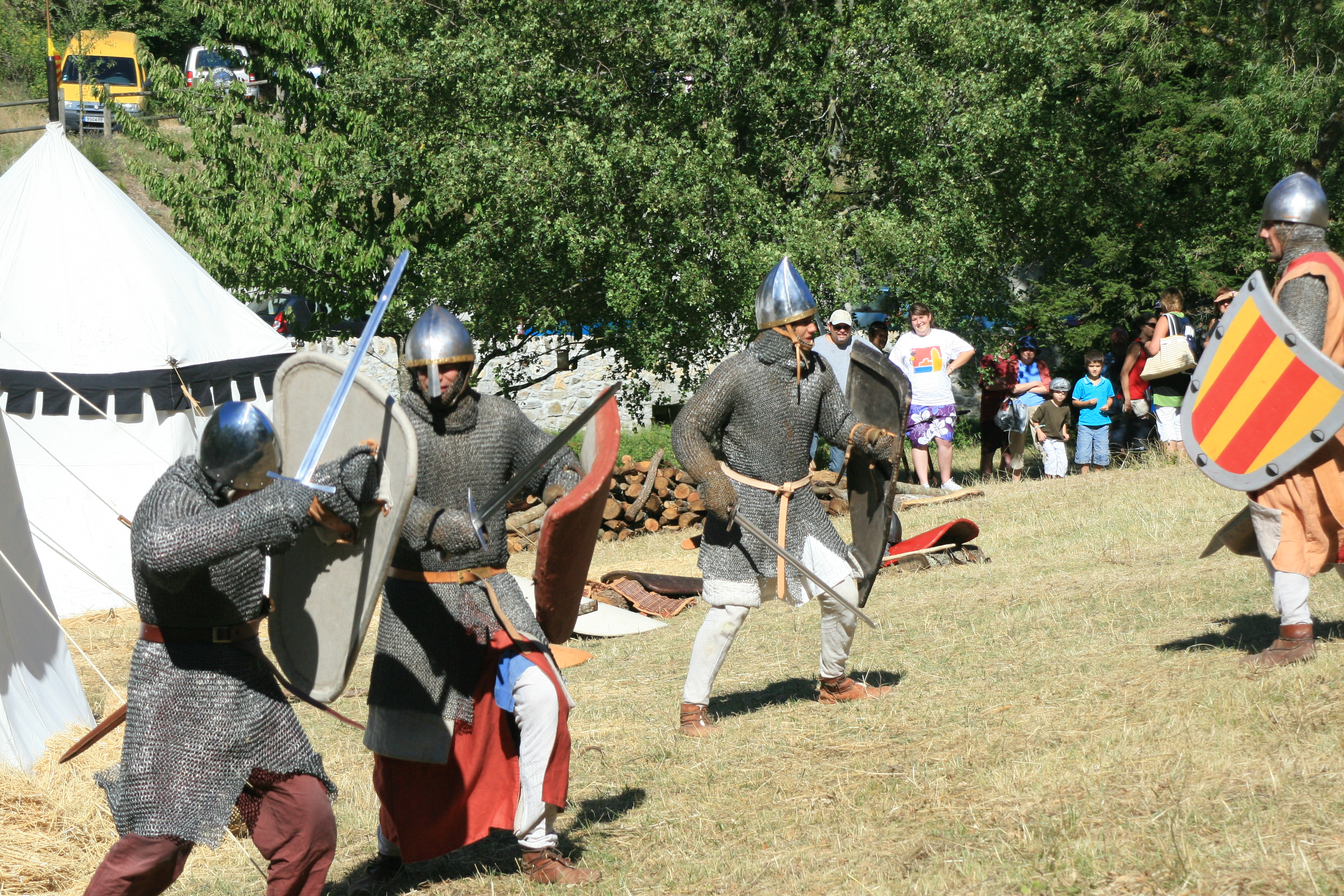
Reconstructie 800 jaar beleg van Termes (1210-2010)

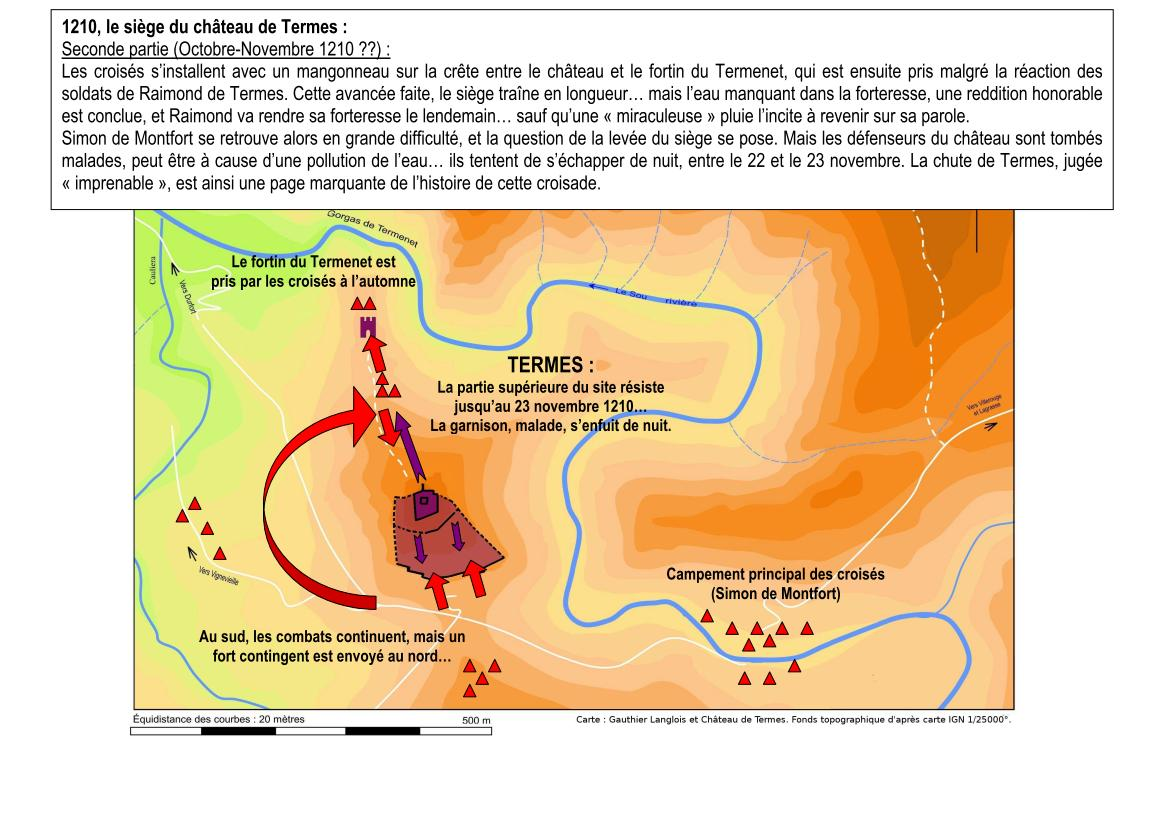
Kruisvaarders bezetten de uitkijkpost Terminet

### Katharen
In de 12e eeuw hingen de heren van Termes het katharisme aan, net zoals de burggraven van Carcassonne en talrijke andere edelen en handelaars in de Corbières. De toenmalige heer van Termes was Raymond de Termes. Hij was de enige heer in de streek van Carcassonne die de techniek van katapulten kende. Raymond was een fervente kathaar. Over hem schreef de inquisitie dat in geen 30 jaren missen gelezen werden in Termes. De grootte van het gebied van de heren van Termes was op haar hoogtepunt: meer dan 60 dorpen hingen af van de heren van Termes.

### Belegering van Termes (1210)
In 1210 stonden de kruisvaarders voor de poort van Termes. De Albigenzische Kruistocht onder leiding van Simon van Montfort liep tot dan toe vrij vlot: Béziers was in 1 dag gevallen en Carcassonne in 2 weken. Op de bergkam van Termes geraakten de kruisvaarders geen meter verder. Het beleg van de burcht duurde maanden, van augustus tot november 1210. De historicus Pierre des Vaux de Cernay beschreef in zijn Historia Albigensis dat het menselijk gezien onmogelijk was de kliffen te beklimmen en dan nog te vechten tegen hoge muren en torens. Bovendien vuurde Raymond de Termes zijn troepen aan, wat de motivatie in Termes groter maakte dan deze van de kruisvaarders, die de streek niet kenden. Sommigen onder hen waren Bretoenen. De katapulten van Raymond de Termes maakten van de burcht een onneembare vesting. Het beleg sleepte aan tot de kruisvaarders erin slaagden de uitkijkpost Terminet in te nemen. De moraal in Termes was geraakt maar nog gaf Raymond de Termes zich niet over. In de burcht konden de inwoners drinkwater putten uit de ondergrondse galerij. Toen het drinkwater opraakte, gaven de inwoners zich nog niet over. Uiteindelijk brak er een besmetting uit van het drinkwater, mogelijks ging het om dysenterie in Termes. Raymond de Termes en de citadel gaven zich over; nochtans konden sommigen ontkomen ondanks de omsingeling, volgens Pierre des Vaux de Cernay. Heer Raymond verdween in een kerker in Carcassonne. Anderen eindigden op de brandstapel, in aanwezigheid van de bisschoppen van Chartres en Beauvais. 

### Franse Kroon
Met het Verdrag van Meaux (1229) ging het hele burggraafschap Carcassonne naar de Franse kroon. Termes werd een koninklijk kasteel bewoond door een heer loyaal aan de Franse kroon. Een zoon van Raymond de Termes, Olivier de Termes, zou samen met andere kathaarse ballingen in Aragon, een poging ondernemen de Fransen te verjagen. Dit mislukte (1241). Olivier de Termes zou nooit in Termes komen. Het kasteel van Termes behield zijn belang als Franse vesting in de grensstreek met het koninkrijk Navarra.
Na de Honderdjarige Oorlog geraakte het kasteel in verval. De provincie Languedoc vond nooit de nodige fondsen voor herstel. In 1569, met de Vrede van de Pyreneeën, verschoof de Franse grens naar het zuiden, omwille van de annexatie van Roussillon. Het kasteel van Termes verloor elk strategisch belang voor Frankrijk. Daarom was de provincie in de jaren 1654-1655 al overgegaan tot de afbraak van het kasteel.

### Republiek
Sinds 1989 zijn de ruïnes van Termes erkend als erfgoed van de Franse Republiek.

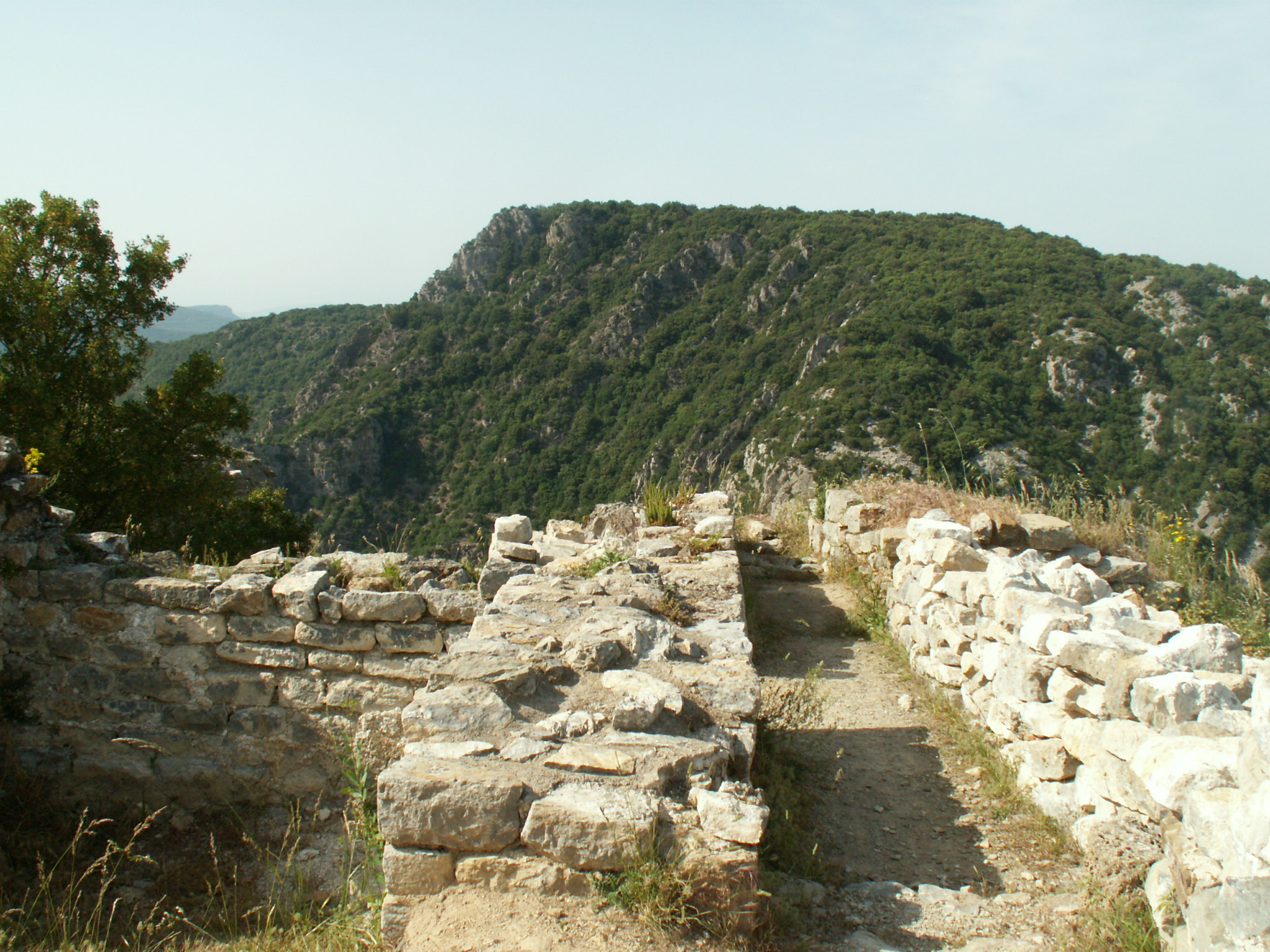
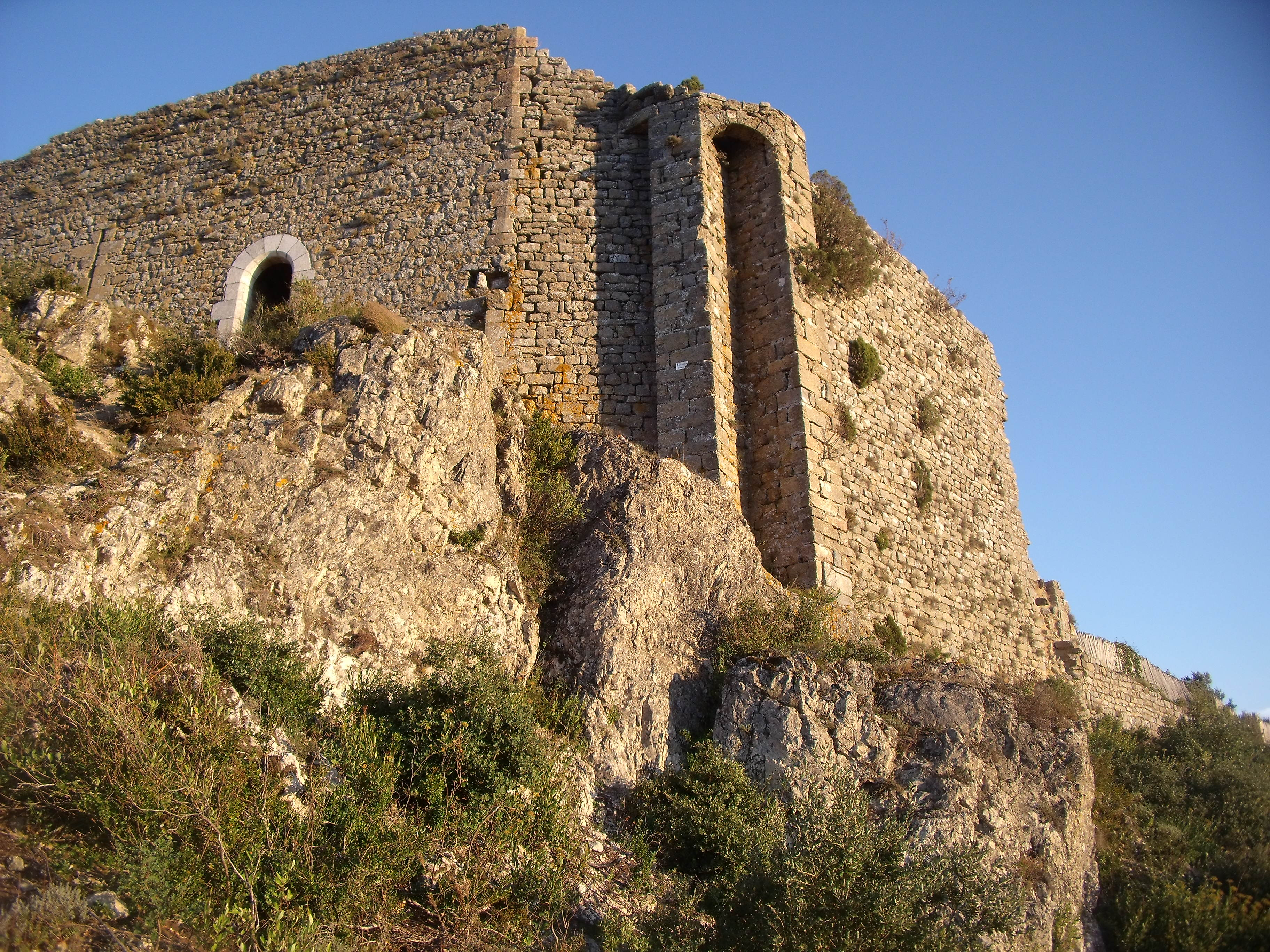
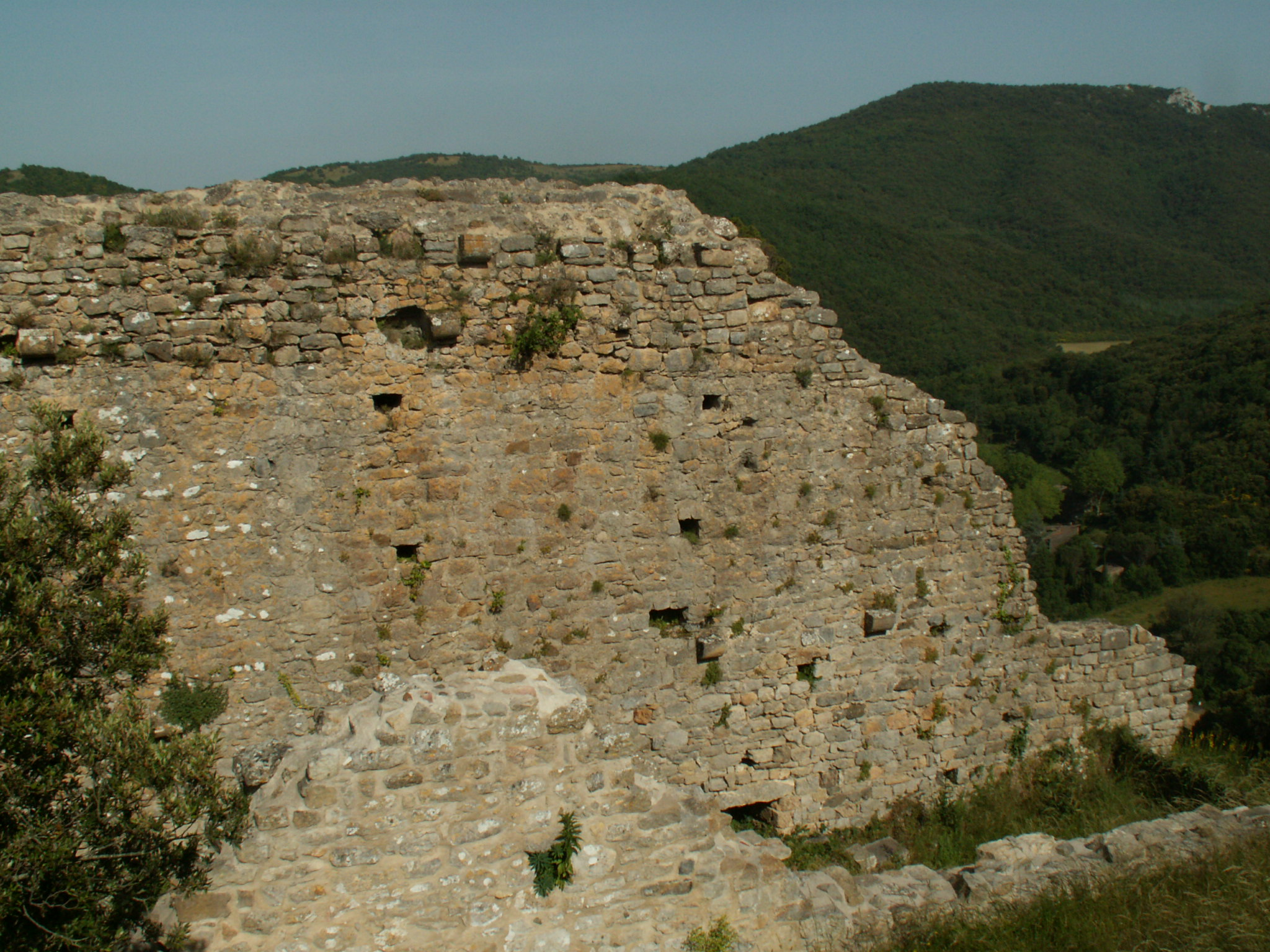
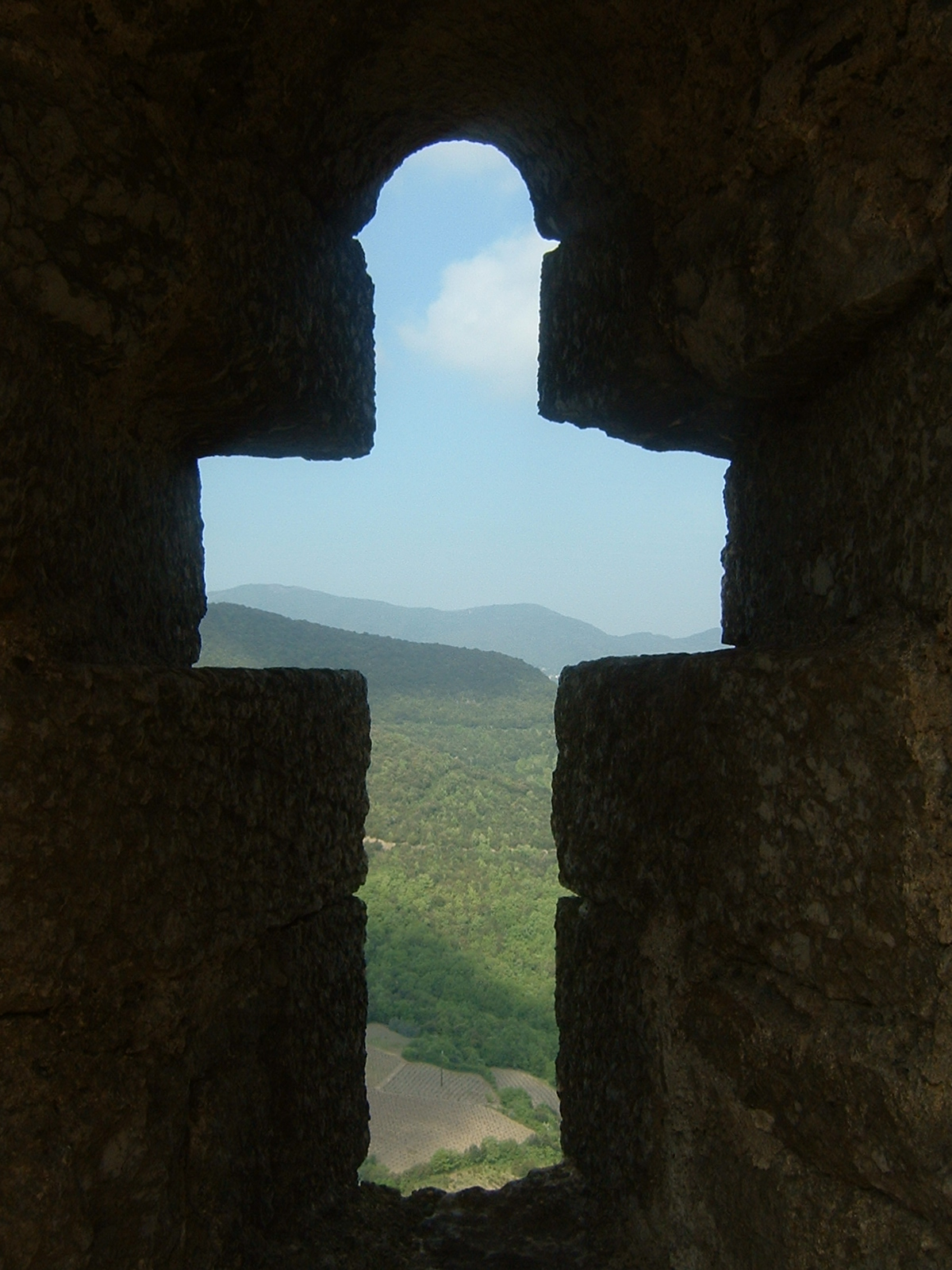